# ريب ويلر
ريب ويلر (بالإنجليزية: Rip Wheeler)‏ هو لاعب كرة قاعدة أمريكي، ولد في 2 مارس 1898 في ماريون في الولايات المتحدة، وتوفي بنفس المكان في 18 سبتمبر 1968.

## وصلات خارجية
- ريب ويلر على موقعبيزبول رفرنس.كوم (الدوري الرئيسي) (الإنجليزية)